# مجموعة أي.سي. واتسون
مجموعة أي.سي. واتسون هي مجموعة صينية ويقع مقرها بهونغ كونغ، ولديها أكثر من 11000 محل موزع على 33 دولة حول العالم.